# Christianssands Bryggeri

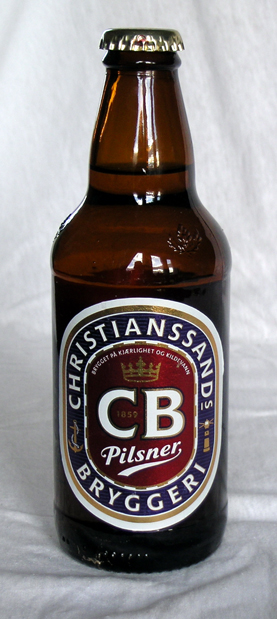
Flasche mit Etikett der Christianssands Bryggeri (CB)

Christianssands Bryggeri (CB) war eine norwegische Brauerei mit Sitz in Kristiansand. Zusammen mit der Hansa bryggeri in Bergen und der Borg bryggeri in Sarpsborg bildete sie die Hansa Borg Bryggerier, nach Carlsberg mit der Marke Ringnes die zweitgrößte Brauereigruppe in Norwegen.

## Geschichte
CB wurde im Jahre 1856 von Konsul Ole Jacob Mørch gegründet. 1859 musste er die Brauerei zusammen mit den Resten seiner weiteren Unternehmen infolge schlechter wirtschaftlicher Lage nach dem Krimkrieg verkaufen. Die Brauerei wurde an Konsul Jørgen Christiansen verkauft, der die Produktion im Herbst 1859 wieder in Gang setzte. Kristiansand hatte zu dieser Zeit etwa 11.000 Einwohner, weshalb die Brauerei zu einem äußerst erfolgreichen Geschäft wurde.
Die Familie Christiansen führte das Unternehmen während fünf Generationen bis 1964. Dann wurden die Firmenanteile an die Tou Bryggeri in Stavanger verkauft. Seitdem hatte die CB mehrere Eigner: die Investorengruppe Sørlandvekst, die schwedische Brauerei Spendrups sowie seit 1999 die Hansa Borg Bryggerier ASA.
Alle CB-Produkte werden mit Wasser aus einer Quelle gebraut, die 1932 gefunden wurde. In 32 Meter Tiefe fand man kristallklares Wasser, das sowohl im Sommer als auch im Winter eine stabile Temperatur von 7 Grad Celsius aufweist.
Seit 2011 werden CB-Produkte auch in Dosen abgefüllt. 2015 wurde die Flaschenabfüllanlage erneuert.
Im März 2022 kündigte Hansa-Borg die Schließung der Brauerei zum Ende des Jahres an, weil notwendige Modernisierungen zu kostspielig seien. Ende Dezember 2022 stellte die Brauerei ihren Betrieb ein. Die Produktion des CB-Biers wird in der Brauerei in Sarpsborg weitergeführt.